# 弗朗切斯科·安东尼奥利
弗朗切斯科·安东尼奥利（義大利語：Francesco Antonioli，1969年9月14日—），意大利前男子足球运动员，场上位置是守门员。他曾代表意大利国家队参加2000年欧洲足球锦标赛，结果获得亚军。